# Neobuthus haeckeli
Espèce
Neobuthus haeckeli est une espèce de scorpions de la famille des Buthidae.

## Distribution
Cette espèce est endémique du Somaliland en Somalie. Elle se rencontre vers Cali Haidh.

## Description
Le mâle holotype mesure 19,61 mm.

## Étymologie
Cette espèce est nommée en l'honneur de Martin Häckel.

## Publication originale
- Kovařík, 2019 : « Scorpions of the Horn of Africa (Arachnida, Scorpiones). Part XXII. Two new species of Neobuthus from Somaliland (Buthidae). » Euscorpius, no 294, p. 1-16 (texte intégral).